# Trois Allumettes
Trois Allumettes est une bande dessinée policière en noir et blanc écrite par David Chauvel et dessinée par Hervé Boivin, publiée par Delcourt dans sa collection « Encrages » en 1999  (ISBN 2-84055-270-1).
Trois allumettes suit deux braqueuses, Marie-Anne Roisan et Jeanne Coquet,  qui épanchent leurs problèmes au fil de leurs méfaits, poursuivies par Serge Lazurier un policier tout aussi névroses,. 
Construit comme une juxtaposition de fragment par Chauvel, ce récit servi par le dessin anguleux de Boivin apparaît selon le critique Thierry Bellefroid plus comme un drame « intimiste » qu'une bande dessinée d'action.